# Onthophagus speculifer
Onthophagus speculifer là một loài bọ cánh cứng trong họ Bọ hung (Scarabaeidae).